# (100712) 1998 BW19
(100712) 1998 BW19 es un asteroide perteneciente al cinturón de asteroides descubierto el 22 de enero de 1998 por el equipo del Spacewatch desde el Observatorio Nacional de Kitt Peak, Arizona, Estados Unidos.

## Designación y nombre
Designado provisionalmente como 1998 BW19.

## Características orbitales
1998 BW19 está situado a una distancia media del Sol de 2,268 ua, pudiendo alejarse hasta 2,597 ua y acercarse hasta 1,940 ua. Su excentricidad es 0,144 y la inclinación orbital 4,265 grados. Emplea 1248,32 días en completar una órbita alrededor del Sol.

## Características físicas
La magnitud absoluta de 1998 BW19 es 16,8. 